# Kuhgasse (Düren)

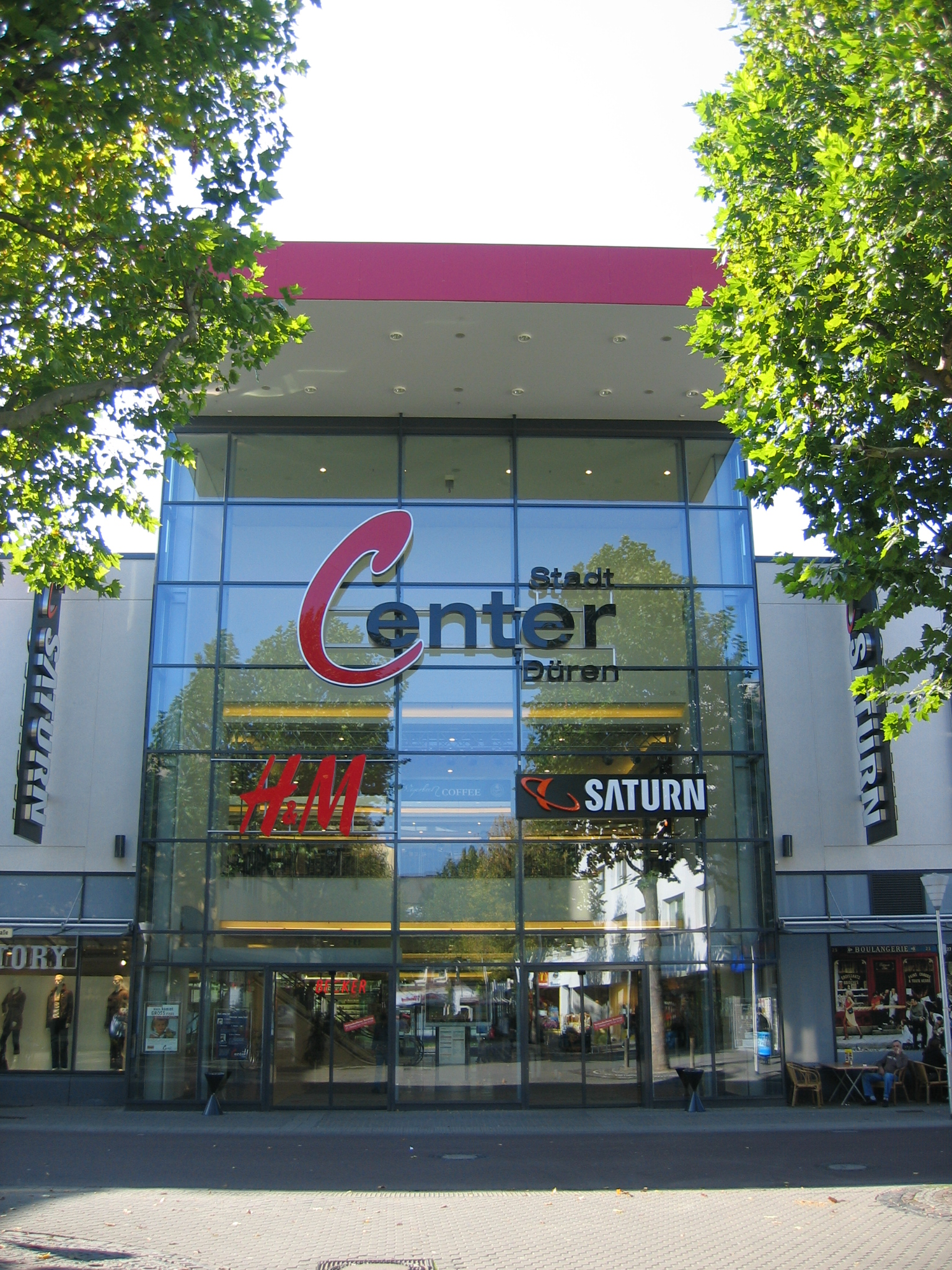
Das StadtCenter

Die Kuhgasse in der Kreisstadt Düren (Nordrhein-Westfalen) ist eine alte Innerortsstraße.
Die Straße verbindet die Josef-Schregel-Straße mit der Philippstraße. 2004/2005 wurde die Straße durch den Bau des StadtCenters geteilt. Das Center steht auf der Kuhgasse und hat dadurch die Postanschrift Kuhgasse 8. Der östliche Teil der Kuhgasse endet am Eingang des StadtCenters am Max-Oppenheim-Platz, der westliche Teil bildet an der Rückfront des Gebäudes die Zufahrt zum integrierten Parkhaus.

## Geschichte
Im späten Mittelalter gab es schon einmal eine Kuhgasse (Koh- bzw. Kuhgass) aber an einer anderen Stelle als heute. Diese damalige Kuhgass befand sich zwischen Viehmarkt und Weierstraße bzw. die Strecke von der Peschschule bis Weierstraße. Später wurde dieses Teilstück in Courthsgässchen umbenannt. Im Jahre 1868 wurde die Gasse durch Abbruch von 5 Häusern verbreitert und bis auf Höhe Haus Nr. 52 (erstes Haus links neben der Peschschule) auch Philippstraße genannt (die heutige Victor-Gollancz-Straße zwischen Kaiserplatz und Weierstraße). Es ist zu vermuten, dass durch Wegfall der alten Straßenbezeichnung an dieser Stelle und den Bau des Schlachthofes im Jahre 1868 in der Rurstraße (später Fuhrparkgelände), die heutige Kuhgasse ihren Namen bekam.
In seinem Stadtplan von 1634 zeigt Wenzel Hollar schon die Verlängerung der „Wieler Benden“ (Arnoldsweilerstraße) auf.
Die Kuhgasse hat wahrscheinlich ihren Namen daher, dass früher vom Güterbahnhof in der Arnoldsweilerstraße das Vieh (die Kühe) durch diese Gasse zum Schlachthof getrieben wurde. Die 1899 vom Stadtrat geplante Verlängerung der Straße über die Philippstraße hinaus bis zur Paradiesstraße kam nie zur Ausführung.
Auf dem Gelände des StadtCenters stand bis zu dessen Bau das evangelische Gemeindehaus, in dem nach dem Krieg eine Notkirche untergebracht war.